# 尼克拉斯多夫
尼克拉斯多夫是奥地利施蒂利亚州莱奥本县的一个市镇。总面积15.17平方公里，总人口2600人，人口密度171.4人/平方公里（2005年）。